# Antonio Langham
Collie Antonio Langham (Town Creek, 31 luglio 1972) è un ex giocatore di football americano statunitense che ha giocato nel ruolo di cornerback nella National Football League (NFL).

## Biografia
Al college, Langham giocò a football ad Alabama, dove vinse il campionato NCAA nel 1992 e dove rimane il primatista di tutti i tempi con 19 intercetti in carriera. Fu scelto come nono assoluto nel Draft NFL 1994 dai Cleveland Browns. Vi giocò fino 1995, dopo di che la franchigia si trasferì a Baltimora diventando i Ravens. Con la nuova uniforme nel 1996 giocò la sua miglior stagione, mettendo a segno 5 intercetti. Dopo avere passato la stagione 1998 con i San Francisco 49ers, Langham nel 1999 firmò con la nuova incarnazione dei Browns, al loro ritorno quell'anno nella lega. Chiuse la carriera l'anno successivo militando nei New England Patriots.

## Palmarès
- Campione NCAA: 1

Alabama Crimson Tide: 1992
- Jim Thorpe Award - 1993
- Jack Tatum Trophy - 1993
- All-American - 1993
- PFWA All-Rookie Team - 1994

## Statistiche
| Partite totali      | 102 |
| Partite da titolare | 76  |
| Tackle              | 344 |
| intercetti          | 14  |